# Medaliści mistrzostw Polski seniorów w rzucie granatem

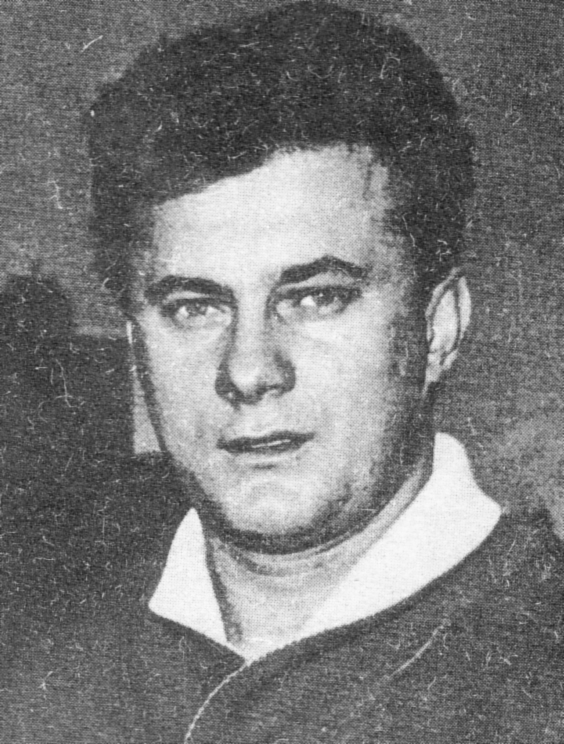
Janusz Sidło – dwukrotny mistrz Polski seniorów w rzucie granatem

Medaliści mistrzostw Polski seniorów w rzucie granatem – zdobywcy medali seniorskich mistrzostw Polski w konkurencji rzutu granatem.
Konkurencja ta była rozgrywana podczas mistrzostw Polski tylko dwukrotnie: w 1951 w ramach Spartakiady i w 1952, a więc w szczytowym okresie zimnej wojny. W obu konkursach triumfował Janusz Sidło, który w ten sposób jest jedynym mistrzem Polski w tej konkurencji. Rekord mistrzostw Polski seniorów wynosi 75,54 m (ustanowiony 18 sierpnia 1952).

## Medaliści
| NR - rekord kraju \| PB – rekord życiowy \| SB – najlepszy wynik w sezonie \| NL – najlepszy wynik w polskich tabelach w sezonie |

| Mistrzostwa   | 1. miejsce                  | Rezultat | 2. miejsce                             | Rezultat | 3. miejsce                     | Rezultat |
| Warszawa 1951 | Janusz Sidło Spójnia Gdańsk | 72,27    | Stanisław Wrona Budowlani Opole        | 71,26    | Kazimierz Bąkiewicz Gwardia    | 70,81    |
| Wrocław 1952  | Janusz Sidło Spójnia Gdańsk | 75,54    | Zbigniew Radziwonowicz Ogniwo Warszawa | 73,06    | Marian Dobija Gwardia Warszawa | 69,64    |

## Klasyfikacja medalowa
W historii mistrzostw Polski seniorów na podium tej imprezy stanęło w sumie 5 miotaczy. Tylko Janusz Sidło wywalczył dwa medale.
| Lp. | Zawodnik               | Złoto | Srebro | Brąz | Razem |
| 1.  | Janusz Sidło           | 2     | 0      | 0    | 2     |
| 2.  | Zbigniew Radziwonowicz | 0     | 1      | 0    | 1     |
| 2.  | Stanisław Wrona        | 0     | 1      | 0    | 1     |
| 4.  | Kazimierz Bąkiewicz    | 0     | 0      | 1    | 1     |
| 4.  | Marian Dobija          | 0     | 0      | 1    | 1     |